# Românești, Iași
Românești là một xã thuộc hạt Iași, România. Dân số thời điểm năm 2002 là 2024 người.